# Malta Grand Prix
Malta Grand Prix var en professionell snookerturnering som spelades mellan år 1994 och 2001. Den hade inte rankingstatus, med undantag för säsongen 1999/2000 då den spelades som den europeiska rankingturneringen (man tog då över efter Irish Open, som bara hölls en säsong). I samband med att Malta Grand Prix fick rankingstatus, flyttades tävlingen dessutom från hösten till våren i snookerkalendern.
De tre första säsongerna bestod startfältet av tolv spelare, den fjärde säsongen minskades antalet till åtta, av vilka två eller tre ofta var lokala förmågor. Trots att det inte delades ut några rankingpoäng, och att prispengarna var mycket måttliga, drog tävlingarna jämförelsevis bra startfält.

## Vinnare
| Inbjudningsturnering |
| Rankingturnering     |

| År                        | Vinnare                   | Motståndare               | Resultat                  | Säsong                    |
| Rothmans Malta Grand Prix | Rothmans Malta Grand Prix | Rothmans Malta Grand Prix | Rothmans Malta Grand Prix | Rothmans Malta Grand Prix |
| ------------------------- | ------------------------- | ------------------------- | ------------------------- | ------------------------- |
| 1994                      | John Parrott              | Tony Drago                | 7 - 6                     | 1994/95                   |
| 1995                      | Peter Ebdon               | John Higgins              | 7 - 4                     | 1995/96                   |
| 1996                      | Nigel Bond                | Tony Drago                | 7 - 3                     | 1996/97                   |
| 1997                      | Ken Doherty               | John Higgins              | 7 - 5                     | 1997/98                   |
| 1998                      | Stephen Hendry            | Ken Doherty               | 7 - 6                     | 1998/99                   |
| Rothmans Malta Grand Prix |                           |                           |                           |                           |
| 2000                      | Ken Doherty               | Mark Williams             | 9 - 3                     | 1999/00                   |
| Rothmans Malta Grand Prix |                           |                           |                           |                           |
| 2001                      | Stephen Hendry            | Mark Williams             | 7 - 1                     | 2000/01                   |